# Materialismo científico
El materialismo científico, también llamado materialismo vulgar (Vulgärmaterialismus en alemán) por sus detractores, es una forma histórica y radical de materialismo de la segunda mitad del XIX asociada al desarrollo de las ciencias y al nacimiento de la biología moderna. Surgió en Alemania a mediados del siglo XIX y estuvo representado principalmente por científicos naturalistas de habla alemana, como Carl Vogt, Ludwig Büchner o Jacob Moleschott.
El materialismo científico defiende una visión general del mundo basada en la idea de evolución y supuestamente basada en los conocimientos procedentes de las ciencias naturales. Para sus partidarios, el mundo está gobernado exclusivamente por fuerzas físicas y está formado únicamente por entidades materiales que son tal como las describen las ciencias naturales.
En la actualidad, se le atribuye al físico y filósofo Mario Bunge la reintroducción de la expresión «materialismo científico» en la filosofía para designar su propia concepción materialista, que define por su proximidad a todas las ciencias.

## Terminología
Es a mediados del XIX que el materialismo postulado por ciertos investigadores y divulgadores científicos de habla alemana se caracterizó como científico, en oposición, por un lado, al materialismo de los filósofos y, por otro, al materialismo ético o moral. Esta forma de materialismo fue calificada rápidamente como «vulgar» por el teórico marxista Engels para distinguirla de su materialismo «dialéctico», que debía integrar la dinámica de los procesos históricos y de las entidades sociales. Este calificativo de «vulgar» se utiliza a menudo para designar críticamente esta corriente de pensamiento.

## Materialismo científico alemán
El materialismo científico fue principalmente un fenómeno intelectual alemán, aunque se extendió rápidamente a Francia. En el contexto alemán, fue una reacción contra los excesos científicos asociados con la Naturphilosophie y el sistema hegeliano.

### Primeras formulaciones

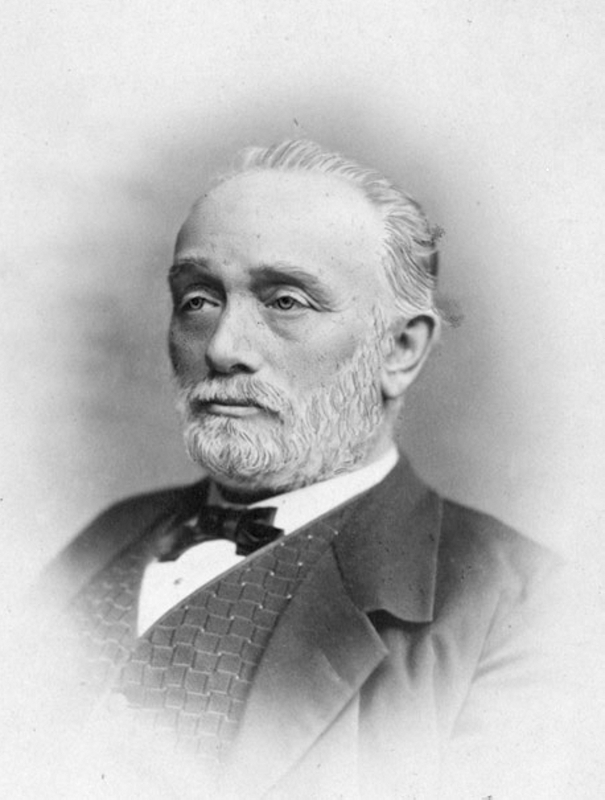
El filósofo y naturalista Ludwig Büchner publicó en 1855 una obra titulada Fuerza y materia, la cual contribuyó en gran medida a la difusión del materialismo científico en los círculos intelectuales alemanes.

El materialismo científico parece haber encontrado su primera expresión en 1847 en las Cartas fisiológicas de Carl Vogt, una obra de divulgación científica en la que se expresa un «materialismo fisiológico» de forma clara y directa. Es en esta obra donde apareció por primera vez la famosa analogía entre pensamiento y bilis:
«Todas las propiedades que designamos con el nombre de actividad del alma son sólo funciones de la sustancia cerebral; y para explicarnos de una manera más cruda, el pensamiento es más o menos para el cerebro lo que la bilis es para el hígado y la orina para el riñón. Es absurdo admitir un alma independiente que utilice el cerebelo como instrumento con el que pueda trabajar a su antojo.»
Esta analogía, a menudo presentada de manera distorsionada («El cerebro secreta pensamiento como el hígado secreta bilis») o confundida con la afirmación del médico y filósofo Cabanis («El pensamiento es una secreción del cerebro») será ampliamente criticada y utilizada por los detractores del materialismo para criticar su enfoque o para señalar su carácter supuestamente vulgar y reduccionista.
En 1852, Jacob Moleschott publicó La circulación de la vida, obra que participó en un debate iniciado por el químico alemán Liebig sobre la relación entre ciencia y fe. Allí contiene los grandes temas del materialismo científico:
- teoría sensualista del conocimiento (o empirismo);
- afirmación de la unidad y eternidad de la materia, justificada a nivel de los organismos por la teoría del metabolismo;
- afirmación de la equivalencia entre fuerza y materia;
- y reducción de la vida y del pensamiento a estos dos principios.

Para Moleschott, el universo está compuesto únicamente de materia y se rige únicamente por la fuerza de las entidades materiales: no hay, por tanto, necesidad de apelar a principios sobrenaturales para su explicación. Esta concepción materialista y dinámica del mundo fue criticada desde la publicación de la obra en círculos e instituciones académicas y, al igual que la de Carl Vogt, condensada hasta la caricatura mediante frases lapidarias alejadas de su contexto, pero que han permanecido con él, como: «no hay pensamiento sin fósforo».
Las ideas de Moleschott fueron transmitidas unos años más tarde por Ludwig Büchner, quien a su vez escribió en su obra principal Fuerza y Materia, en la que popularizó la nueva concepción materialista del mundo. En este libro, afirmaba su ambición de «transformar la intuición teológico-filosófica del universo en una concepción científica». Pretendió demostrar la indestructibilidad de la fuerza y la materia, apoyándose en la inmutabilidad de las leyes de la naturaleza y en la noción de magnitud infinita. Abogó por la experimentación como única fuente de verdad. También se ocupó del alma y de la idea de Dios, rechazando la noción de libre albedrío así como la de responsabilidad asociada al mismo («El hombre no es libre, va donde su cerebro lo empuja» llegó incluso a declarar), lo que le valió violentas críticas. Sin embargo, el libro rápidamente disfrutó de un inmenso éxito y fue aclamado por Friedrich-Albert Lange como el «fruto del entusiasmo fanático por el progreso de la humanidad».

### Tesis
Aunque busca ser la expresión misma de la ciencia, el materialismo científico constituye un sistema filosófico, o una doctrina metafísica, que se presenta como la conclusión necesaria de las ciencias experimentales. Postula la existencia de una única realidad material, independiente de las concepciones que tengamos de ella, pero cognoscible por la generalización de los resultados de la ciencia y por la aplicación de sus métodos.
Sus tesis se pueden reducir a los siguientes principios:
- Equivalencia o unión íntima de materia y fuerza.[18] Aquí , la «fuerza» se identifica con una propiedad esencial y universal de la materia que tiene el poder de ponerse en movimiento.[19][17]
- Conservación de la materia y de la fuerza que existen desde toda la eternidad, [20][17] porque nada se produce de la nada. Este principio encuentra su confirmación en la ley de conservación de la materia y la fuerza.
- Inmutabilidad de las leyes que gobiernan el universo y del movimiento universal que de ellas resulta.[21]
- Infinidad en magnitud y divisibilidad de la materia; los átomos existen sólo como ficciones convenientes para la mente.[21]
- Evolucionismo o transformismo, basado primero en la idea de una dinámica universal y luego en una generalización de la teoría de la evolución de Darwin.[22]
- Reducción de la vida y el pensamiento a una fuerza o propiedad de la materia. Para Moleschott en particular, «el pensamiento es un movimiento de la materia».[23]

Esta concepción materialista se distingue del mecanicismo de tipo cartesiano por el papel que desempeña la noción de fuerza, más compleja que la de movimiento en la que se basa el mecanismo clásico. Las fuerzas pueden contrarrestarse o anularse entre sí y, por tanto, no necesariamente dan lugar a un movimiento. También pueden transformarse entre sí: la electricidad se convierte, por ejemplo, en luz, la luz en calor, etc., según la diferencia de movimientos corpusculares.
En esta corriente, el pensamiento se identifica con una función orgánica, ciertamente muy compleja, del cerebro. La magnitud y evolución (ontogenética o filogenética) de la inteligencia se ponen en relación directa con el volumen y evolución del cerebro, así como con su forma y composición química. La libertad y la finalidad se interpretan en esta perspectiva fisiológica como ilusiones metafísicas, provenientes de una inversión del verdadero orden en la secuencia causal entre la materia y el pensamiento (siendo el pensamiento el efecto y no la causa de la actividad del universo material). La noción de «fuerza vital», central en el vitalismo, teoría que entonces competía con el materialismo, fue condenada por razones similares.
En el plano metodológico, los partidarios del materialismo científico consideran sus tesis como la única base teórica legítima de la ciencia y la aceptación de estas tesis como condición para su desarrollo.

### Materialismo científico y materialismo dialéctico
Engels y Marx criticaron el materialismo «evolucionista» defendido por Ludwig Büchner o Carl Vogt por limitarse a una concepción materialista de la naturaleza, y de tratar el mundo físico como una totalidad suficiente, excluyendo del campo de análisis los procesos históricos y las realidades sociales. Esta forma de materialismo, que consideran inacabada, fue descrita por Engels como «vulgar», porque consiste, en el mejor de los casos, en una simple comprensión de los mecanismos de la naturaleza.
Marx, por su parte, condena el hecho de que estos autores traten a Hegel como «perro muerto», descuidando los aportes de su método dialéctico. De hecho, el método dialéctico constituye, tanto para Marx como para Engels, la única garantía de un auténtico enfoque materialista. Además, aplicar el método de las ciencias naturales al estudio de la organización social, como hacen los evolucionistas, Conduce según Marx a legitimar el orden existente o a permanecer en un callejón sin salida reformador.

## El materialismo científico de Mario Bunge

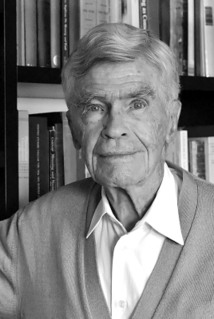
Mario Bunge en 2007. El materialismo científico que reivindica se distingue de todo reduccionismo al admitir la emergencia de nuevas propiedades en niveles superiores de la realidad.

En las décadas de 1960 y 1970 aparecieron las primeras concepciones materialistas de la mente, basadas en la dimensión físico-química del pensamiento, a partir de una teorización de la identidad entre lo «mental» y lo «cerebral». En 1968, David M. Armstrong publicó A Materialist Theory of the Mind («Una teoría materialista de la mente»), obra en la que defendía la posibilidad de establecer una concepción materialista de la mente a través de los resultados de la física. Pero hoy son pocos los autores que, como Mario Bunge, afirman ser «materialistas científicos». Los defensores de una concepción materialista de la mente, basada en resultados científicos, prefieren limitar el uso del término a su concepción de la mente.
Fue con Mario Bunge cuando apareció en la escena filosófica un pretendido «materialismo científico». En una obra titulada Materialismo científico, Mario Bunge expone el programa de una ontología materialista que debe sistematizar lo que él considera los presupuestos de la ciencia moderna. La concepción que defiende se distingue del fisicalismo y de cualquier reduccionismo por la idea de «emergencia» que introduce para dar cuenta de los diferentes modos de complejidad de la materia. Estos modos no pueden aprehenderse de manera uniforme, según la metodología de tal o cual ciencia. Por tanto, es necesario crear un discurso específico para cada uno de ellos con el fin de representar fielmente la singularidad de su nivel de complejidad. El desarrollo gradual de la materia misma ya no es concebido para él como un progreso continuo, sino como una serie de etapas correspondientes a la producción de diferentes niveles de realidad. Cada nivel emergente ciertamente deriva de niveles inferiores, pero también constituye una etapa irreversible de desarrollo. Esta irreversibilidad hace imposible una reducción de tipo fisicalista de los procesos más complejos, como la vida, el pensamiento o las relaciones sociales, por ejemplo.
Desde esta perspectiva, Mario Bunge define el «materialismo científico» partiendo del postulado general común a las doctrinas materialistas de que todo es materia, y estableciendo luego una doble definición de la materia que le es más específica:
1. La materia es como la describen las diferentes ciencias.
2. La materia no se puede reducir en su conjunto a la descripción dada por la física.

En este sentido, su materialismo científico difiere del fisicalismo reduccionista («fisicismo») por el hecho de que «admite la existencia de cosas que pertenecen a tipos de materias que escapan a la física y la química: materias vivas, sociales y técnicas». Bunge también distingue su materialismo científico del materialismo dialéctico extraído de las teorías de Marx y Engels, porque, en su opinión, el método dialéctico es «incompatible con la lógica y la ciencia». Sin embargo, reconoce «el gran mérito histórico de combatir tanto el idealismo como el materialismo vulgar, además de poner de relieve la aparición de novedades cualitativas».
Ya en el prefacio de Materialismo científico, Mario Bunge se refiere positivamente a los materialistas «científicos» del siglo XIX —Vogt, Büchner, Moleschott y Czolbe— a quienes también les concede un mérito histórico: el de haber vinculado teóricamente el materialismo a la ciencia. En Materia y Mente, les atribuye incluso un papel determinante en la popularización de la ciencia entre el público culto, así como en el descrédito de la religión, el espiritismo y la Naturphilosophie, entonces dominantes durante las décadas precedentes. Pero critica su doctrina, que describe como «mecanicista», y la contrapone a su propio materialismo al que califica como «dinámico». En efecto, su materialismo habría sido incapaz de tomar en consideración los aspectos «dinámicos» (emergentes) del mundo, aspectos que según él no pueden reducirse únicamente a los datos de la física. Además, la reivindicación del carácter científico de su doctrina es tanto más cuestionable cuanto que, según Bunge, no participaban activamente en el campo de la investigación científica ni estaban realmente al tanto de las novedades científicas de su época.